# George Augustus Moore
George Augustus Moore (født 24. februar 1852, død 21. januar 1933) var en irsk forfatter, digter, kunstkritiker og dramatiker. Moore kom fra en en romersk-katolsk familie og skulle oprindelig have været kunstner, hvorfor han studerede kunst i Paris i 1870'erne, hvor han grundlagde mange venskaber med datidens franske kunstnere og forfattere.